# Kris Bosmans
Kris Bosmans (* 15. April 1980 in Elsene) ist ein ehemaliger belgischer Radsportler, der auf Bahn und Straße aktiv war. Er startete in der Paracycling-Klasse C3.

## Sportliche Laufbahn
Kris Bosmans begann im Alter von 15 Jahren mit dem Radsport und errang erste Erfolge im Jugend- und Juniorenbereich. 1998 erlitt er einen Schlaganfall, nach dem er zwei Jahre benötigte, um zu gesunden. Sein rechtes Bein, sein linker Fuß und die linke Hand sind seitdem beeinträchtigt.
2008 sah Bosmans eine Dokumentation über den Paracycling-Sportler Jan Boyen, der bei den Sommer-Paralympics 2008 eine Bronzemedaille in der Einerverfolgung errungen hatte. Dies bewog ihn, sich als Paracyclist kategorisieren zu lassen. 2011 wurde er bei den UCI-Paracycling-Straßenweltmeisterschaften Weltmeister im Straßenrennen. 2012 startete er bei den Sommer-Paralympics in London, im Straßenrennen belegte er Platz fünf,. in der Verfolgung Platz zehn, und im 1000-Meter-Zeitfahren wurde er 14. Seit 2010 wurde er zudem mehrfach belgischer Meister.
Bei den Sommer-Paralympics 2016 in Rio de Janeiro startete Bosmans im Straßenrennen sowie im Zeitfahren und der Einerverfolgung auf der Bahn. Im Straßenrennen errang er die Silbermedaille hinter dem Deutschen Steffen Warias. Bei den UCI-Paracycling-Straßenweltmeisterschaften 2018 wurde er Weltmeister im Straßenrennen.

## Teams
- 2012 Cofidis